# Ewiger Wald
Ewiger Wald ist ein dokumentarischer deutscher Propagandafilm aus dem Jahr 1936. Regie führten Hanns Springer und Rolf von Sonjevski-Jamrowski.
Der Film wurde am 16. Juni 1936 am „Tag des Volkstums“ auf der vierten und letzten Reichstagung der NSKG in München uraufgeführt, fand aber wenig Resonanz beim Premierenpublikum. Er kam dann in die Kinos, wo er kommerziell floppte. 1937 zog ihn die NSKG aus dem Verleih zurück, und der Film wurde von der KDF übernommen.

## Inhalt
Der Film erzählt in einem großen Bogen die Geschichte des deutschen Volkes als Geschichte des Deutschen Waldes im Sinn der Blut-und-Boden-Ideologie der Nationalsozialisten.
Die erzählte Zeit reicht von der Bronzezeit bis zur Niederlage Deutschlands im Ersten Weltkrieg und seinem Wiederauferstehen unter dem Zeichen des Hakenkreuzes. In starken und emotional aufgeladenen Bildern, unterstützt von einer suggestiven Musik, beginnt der Film mit langen Kamerafahrten durch ausgedehnte Laubwälder. Die Säulengänge einer gotischen Kathedrale wandeln sich allmählich in den „Säulenwald“ eines realen Waldes. Ganze Wälder werden wiederholt bis auf den Stumpf durch den Feind abgeholzt, aber unverdrossen bringt der deutsche Bauer wieder seine Saat aus.
Exemplarisch werden die Hermannsschlacht, Wikinger beim Abholzen für den Bootsbau, die Bauernkriege, interpretiert als Kampf der bäuerlichen Bevölkerung gegen die Herrschaft des katholischen Klerus, Vernichtung von Wald wegen der Holzlieferungen an Frankreich in der Folge des Versailler Vertrags, vorgeführt. Aufforstungen geschehen „akkurat, wie Soldat an Soldat“, wobei die Kamera von den Beinen junger Soldaten auf eine Baumschule schwenkt und es aus dem Off tönt: „Ewiger Wald, ewiges Volk – es lebt der Baum, wie du und ich, er strebt zum Raum, wie du und ich [...]“
Zur Weimarer Republik heißt es: „Verrottet, verkommen, von fremder Rasse durchsetzt. Wie trägst du Volk, wie trägst du Wald die Last?“ Als Fahnenwald der Hakenkreuzbanner erlebt der gerodete Wald seine Wiederauferstehung, und mit einem Maibaum, den ein Hakenkreuz ziert, endet der Film.
„Die einzelnen geographischen Regionen, in denen der Film gedreht wurden, werden in der Schlussfassung zu einer mythischen Gesamtvision der deutschen Landschaft zusammengeschmolzen“, führt Rainer Gudin in seinem Buch Politische Landschaft aus.
Der Film selbst ist eine Mischung aus Dokumentar- und Spielfilm, in dem sich langandauernde Bildsequenzen von Wald, Wiesen und Wolken mit nationalistisch gestimmten und mit pathetischem Vibrato rezitierte Gedichte des Nazi-Funktionärs Carl Maria Holzapfel und illustrierende Spielfilmszenen abwechseln. Eingeblendete Textzitate sind in Fraktur geschrieben.

## Historischer Hintergrund
Der überwiegend im Jahr 1935 gedrehte Film war eine Auftragsarbeit der Nationalsozialistischen Kulturgemeinde (NSKG). Die NSKG war finanziell völlig von den Subventionen durch Robert Leys Deutsche Arbeitsfront (DAF) und die seit 1934 gleichgeschaltete Notgemeinschaft der deutschen Wissenschaft abhängig. Motiv der Auftraggeber war, dem deutschen Volk die antikatholische und rassistische Ideologie Alfred Rosenbergs nahezubringen, verpackt in einen Film mit ästhetisch-künstlerischem Anspruch. Der Film sollte die Erschaffung einer national-völkischen Identität fördern.

## Produktion
Produziert wurde der Film von Albert Graf von Pestalozza, dessen Firma vor allem didaktische Filme für den Schulunterricht produzierte.
Rolf von Sonjevski-Jamrowsk war der Regisseur des Films Blut und Boden. Grundlagen zum Neuen Reich von 1933, hatte also bereits Erfahrung in nationalsozialistischer Filmpropaganda. Für Hanns Springer, der nur noch wenige Filme drehte, war es der Debütfilm.
Das Drehbuch schrieb der damalige Kulturfunktionär  Carl Maria Holzapfel, der auch eine Einführung zu dem Film verfasst hat. Fachlich unterstützt wurde er von Arnfried Heyne, der den Film geschnitten hat und der später zum technischen Stab Leni Riefenstahls zählte.
Die Dreharbeiten dauerten zwei Jahre.
Im Kamerateam war Sepp Allgeier, der auch für Leni Riefenstahl drehte und zu den damals bestrenommierten deutschen Kameraleuten zählte. Unterstützt wurde er von fünf weiteren Kameraleuten, darunter Werner Bohne, ebenfalls ein Mitarbeiter aus Riefenstahls Stab. Für Kameraveteran Guido Seeber, der als einziger Beteiligter bereits im 19. Jahrhundert für die Kinematografie gearbeitet hatte, war dies die letzte abendfüllende Kinoproduktion.
Die Bildkommentare und die der nationalsozialistischen Ideologie verpflichteten lyrischen Texte Holzapfels wurden von Günther Hadank, Heinz Herkommer, Paul Klinger, Lothar Körner und Kurt Wieschala gesprochen.
Die von der Spätromantik inspirierten Chor- und Solosätze Wolfgang Zellers schlagen – vorgegeben durch die hymnenartigen Verse Holzapfels – fast sakral anmutende, bisweilen an gregorianischen Mönchsgesang erinnernde Klänge an.

## Filmkopien
Erhaltene Kopien variieren zwischen 54 und 88 Minuten und zirkulieren in unterschiedlicher Qualität im Internet.
Steven Spielbergs Filmarchiv enthält einen 23 Minuten langen Zusammenschnitt in guter Bildqualität.
Im Bundesarchiv existiert eine Reihe von Kopien in unterschiedlichen Formaten und Längen, die der Forschung zur Verfügung stehen.

## Rezeption
Szenen aus dem Film wurden sowohl in einer Episode der BBC-TV-Serie The Road to War: Global War (1989) und in dem BBC-Fernsehfilm Das Erbe der Nibelungen (2011) gezeigt und diskutiert. Julian Rosefeldt bezieht sich in seiner Filminstallation My home is a dark and cloud-hung land / Meine Heimat ist ein düsteres, wolkenverhangenes Land (2011) ebenfalls auf Ewiger Wald.
Ausschnitte aus den Hymnen Holzapfels wurden gelegentlich von dem rechten Spektrum nahestehenden Gruppen, wie Werwolf, Stahlgewitter oder Andras, als Liedtexte verwendet.